# Pour l'honneur de la reine
Pour l'honneur de la reine (titre original : The Honor of the Queen) est le deuxième roman de la série Honor Harrington de l'écrivain de science-fiction David Weber paru en 1993 puis traduit en français et publié en 2000.
Dans ce roman, Honor Harrington part pour Grayson en mission diplomatique afin de gagner de nouveaux alliés en vue de la guerre qui se profile avec Havre. La mission s'avère difficile car la planète est religieuse, conservatrice et sexiste.

## Résumé
Environ trois ans se sont écoulés depuis la Mission Basilic, durant lesquels Honor a effectué une longue campagne anti-piraterie dans la Confédération Silésienne. Pendant que son navire, l'Intrépide termine son radoub, Honor reçoit son mentor l'amiral Courvosier qui l'informe de sa future mission. Elle doit commander une escadre de quatre vaisseaux accompagnant neuf navires marchands vers Grayson. Une mission diplomatique dirigée par Courvosier l'accompagnera. Car la guerre avec la République populaire de Havre se précisant, Manticore cherche à s’allier avec de nombreuses petites nations. Grayson, étant située à 30 a.l., est essentielle pour fermer la route à une possible invasion. Les havriens sont en train de négocier avec Masada, distante de 10 a.l. de Grayson.
L'escadre accueillie par la petite flotte de Grayson découvre le sexisme des graysoniens. L'idée que des femmes travaillent et servent dans l’armée leur est intolérable. Devant ce climat, Honor repart avec trois des quatre navires escorter cinq cargos vers Casca. Courvosier tente de l'en dissuader, mais il la laisse partir.
L'amiral Courvosier rencontre son homologue l'amiral Yanakov qui lui explique la rivalité avec Masada. Il y a longtemps des extrémistes de Grayson, après une guerre civile, ont été exilés sur Masada. Pendant des siècles ces derniers ont menacé de reconquérir ou à défaut de détruire Grayson. Alors que la religion de Grayson est conservatrice et indépendante du pouvoir, Masada est gouverné par une théocratie fondamentaliste.
Une flotte de Masada attaque les stations spatiales dans l'ensemble du système. L'amiral Courvosier joint son navire à la flotte de Yanakov pour chasser les masadiens. Or la flotte de Masada, déjà numériquement supérieure, possède deux puissants navires de guerre "achetés" à la République populaire de Havre. Elle subit de lourdes pertes mais détruit la marine de Grayson et le destroyer manticorien, Courvosier et Yanakov meurent au cours de la bataille.
Honor de retour dans le système est attaquée à son tour, un de ses navires subit des dommages. Elle apprend la mort de Courvosier et force le gouvernement de Grayson à lui remettre le commandement des navires restants pour défendre Grayson. L'attitude envers les femmes en uniforme change lorsque Honor sauve le Protecteur Benjamin Mayhew et sa famille d'une tentative d'assassinat par des traîtres alliés de Masada.
En interrogeant ces derniers, les graysoniens en déduisent que Masada possède une base avancée dans le système. Honor bien que blessée à la joue et borgne emmène toute la flotte vers cette base. Elle détruit la flotte de Masada ainsi qu'un ex-vaisseau de Havre. Apprenant d'un officier havrien que des survivants manticoriens sont prisonniers dans la base, les fusiliers de Manticore prennent la base et découvrent quelques survivants dont deux femmes qui ont été torturées et violées. Honor renvoie l'Apollon avec les blessés à Manticore chercher des renforts.
Le capitaine havrien Alfredo Yu, du croiseur de combat Tonnerre de Dieu "acheté" par Masada, perd le contrôle de son navire. Les fanatiques masadiens lancent l'attaque vers Grayson mais ils se heurtent aux deux derniers vaisseaux d'Honor : l'Intrépide et le Troubadour. La tactique des manticoriens, supérieure à celle des fanatiques, permet d'infliger des dommages au Tonnerre de Dieu mais l'Intrépide est gravement touché et le Troubadour détruit. Les renforts de Manticore entrant dans le système ainsi que la confusion des masadiens permet à Honor de détruire le navire ennemi d'extrême justesse.
Une flotte de Manticore-Grayson attaque et occupe Masada. Alfredo Yu demande l'asile politique à Manticore.
Le traité d'alliance entre Manticore et Grayson est signé par Honor. Elle est décorée par le Protecteur Benjamin de l'Etoile de Grayson, la plus haute récompense pour acte de bravoure, il la nomme seigneur du Domaine Harrington créé pour elle. Le Royaume de Manticore la fait comtesse.

## Les acteurs
Le Royaume stellaire de Manticore essaie de trouver un maximum d'alliés pour lutter contre les visées expansionnistes Havriennes. Tous les investissements sont faits (aide militaire et technologique) afin de convaincre les nations plus petites et moins développées de rejoindre l'Alliance que Manticore essaie de mettre sur pied. 
Bien que le fait d'envoyer Honor Harrington (femme et officier de la FRM), sur un monde traditionnel à outrance voire sexiste comme Grayson puisse sembler à première vue être une erreur grossière, une provocation, le but des Manticoriens - actuellement dirigés par une reine - est d'insister sur l’égalité homme-femme dans leur société plutôt que de cacher ce fait. L'adhésion de Grayson est stratégique car elle se trouve sur la route entre Manticore et Havre.
Le Protectorat de Grayson cherche désespérément une aide étrangère afin de pouvoir poursuivre sa croissance industrielle et militaire pour être en mesure de s'opposer à Masada. Pour l'éclairé dirigeant Graysonien Benjamin IX (Le Protecteur), une alliance avec Manticore est propice à l'évolution de sa planète et largement préférable à une alliance avec République populaire de Havre en constante et envahissante expansion.
La République populaire de Havre [RPH] opposant “historique” de Manticore, veut - d'une part - contrer une éventuelle alliance Manticore-Grayson s'appuyant pour cela sur l'adversaire de ce dernier : Masada et - d'autre part - poursuivre sa politique d’annexion effrénée nécessaire pour renflouer son économie déséquilibrée.
Le trou de ver du nœud de Manticore doté de multiples terminus (Basilic, Trévor…) est considéré comme vital (stratégiquement et… commercialement).
Masada planète du système d’Endicott (proche du système de l’Étoile de Yeltsin et de sa planète Grayson), peuplée de fanatiques religieux, a une obsession : conquérir Grayson dont ils ont été chassés après une période de guerre de religion et y ramener la vraie foi. Ils envisagent - en cas d'échec de la reconquête - la destruction de Grayson à coup de têtes nucléaires plutôt que de laisser perdurer ce qu'ils estiment être un schisme.
Ils se méfient de la laïque RPH, mais considèrent Manticore (« dirigée par une femme ! ») comme une abomination sacrilège.